# Francílio Almeida
Francílio Ribeiro de Almeida (Teresina, 28 de outubro de 1935 – Teresina, 1º de outubro de 1992) foi um médico e político brasileiro com atuação no Piauí.

## Dados biográficos
Filho de Aristides Saraiva de Almeida e Gregória de Souza Ribeiro de Almeida. Formado em Medicina em 1962 pela Universidade Federal de Pernambuco com especialização em Ginecologia e Obstetrícia, integrou a Associação Brasileira de Medicina, Associação Piauiense de Medicina, Sociedade Brasileira de Ginecologia e Obstetrícia e o Colégio Internacional dos Cirurgiões. Médico do Hospital Getúlio Vargas, da Maternidade Evangelina Rosa e diretor da Maternidade São Vicente em Teresina, presidiu o Instituto de Assistência Hospitalar do Piauí entre maio e outubro de 1964 durante o governo Petrônio Portela e entre março e setembro de 1968 foi supervisor hospitalar e depois revisor técnico do Instituto Nacional de Previdência Social (INPS).
Professor assistente da Universidade Federal do Piauí, foi presidente do Iate Clube de Teresina e do Ríver Atlético Clube filiando-se depois ao PMDB. Candidato a senador por uma sublegenda do partido em 1982, não foi eleito. Em 1986 ficou na primeira suplência de deputado estadual chegando a ser convocado para exercer o mandato, função que dividiu com a de Secretário de Saúde no segundo governo Alberto Silva. Em 1990 foi eleito deputado estadual falecendo no curso do mandato, sendo efetivado em seu lugar Juarez Tapety.